# Arthur Hotaling
Arthur Hotaling (3 de febrero de 1873 – 13 de julio de 1938) fue un director, actor, guionista y productor cinematográfico de nacionalidad estadounidense, activo en la época del cine mudo.  

## Biografía
Su nombre completo era Arthur Douglas Hotaling, y nació en Nueva York. Actor de vodevil, trabajó en el escenario junto a Fred Mace, con el cual formó el dúo llamado Mace & Douglas (Douglas era su segundo nombre).
En los años 1910 trabajó como director y productor para Lubin Manufacturing Company. Muchos de sus filmes tenían como protagonista a su mujer, la actriz Mae Hotely, con la que se había casado en agosto de 1902, y la cual tenía un nombre artístico inspirado en el apellido de su marido. 
En total, a lo largo de su carrera dirigió más de doscientas películas, estrenadas entre 1910 y 1928, incluyendo entre ellas la cinta de 1914 Outwitting Dad, que supuso el debut cinematográfico de Oliver Hardy.
Arthur Hotaling falleció en 1938 en California, a causa de un infarto agudo de miocardio.

## Filmografía completa

### Director

#### 1910
- A Honeymoon Through Snow to Sunshine
- Rastus in Zululand

#### 1911
- A Gay Time in Atlantic City
- A Gay Time in Washington
- A Question of Modesty
- The Human Torpedo
- A Nearsighted Chaperone
- A Hot Time in Atlantic City
- Willie's Conscience
- A Gay Time in New York City
- Jack's Umbrella
- Some Mother-in-Law
- Love's Labor Lost
- One Way to Win

#### 1912
- Object Matrimony
- A Dark Deception
- Wifey's Ma Comes Back
- The Lover's Signal
- The Rube's Easter at Atlantic City
- Revenge
- The Tramp Elephant
- Over the Hills to the Poorhouse
- The Stranded Actors
- The Uninvited Guests
- His Vacation
- Man Wanted
- The Hindoo's Charm
- Spoony Sam
- Meeting Mamie's Mother
- Down with the Men
- His Father's Choice
- Nora the Cook

#### 1913
- Stage-Struck Sally
- Fooling Their Wives
- She Must Elope
- The Missing Jewels
- The Rest Cure
- Training a Tightwad
- Will Willie Win?
- Sixes and Nines
- Jim the Burglar
- The Fake Soldiers
- His Widow
- Collecting the Bill
- Angel Cake and Axle Grease
- Minnie the Widow
- Beating Mother to It
- Sunshine Sue
- Fixing Auntie Up
- She Must Be Ugly
- Hattie's New Hat
- Lucky Cohen
- A Ten Acre Gold Brick
- His First Experience
- Detective Dot
- The Yarn of the 'Nancy Belle'
- Doing Like Daisy
- Kate the Cop
- The Zulu King
- The Beaut from Butte
- Building a Trust
- Zeb, Zack and the Zulus
- The Widow's Wiles
- Rastus Among the Zulus
- Roses for Rosie
- Getting Married
- Surprise for Four
- Smashing Time
- Her Wooden Leg
- An Exclusive Pattern
- Her Present
- This Isn't John
- The Actress and Her Jewels
- Going Home to Mother
- A Sleepy Romance
- Father's Choice
- All on Account of Daisy
- Giving Bill a Rest
- Whose Is It?
- A Masked Mix-Up
- A College Cupid

#### 1914
- Smiles of Fortune
- The Card of Mystery
- A Stage Door Flirtation
- Pat's Revenge
- Her Side-Show Sweetheart
- Taming Terrible Ted
- Antidotes for Suicide
- Getting Even
- An Innocent Victim
- The Female Book Agent
- A Winning Mistake
- The Rise of Officer Casey
- The Best Man
- That Terrible Kid
- When Dooley Passed Away
- A Dangerous Case
- She Wanted a Count
- Just a Note
- The Knave of Clubs
- In the Soup
- The Eyes Have It
- She Was a Peach
- All in the Air
- The Bully's Doom
- The Peacemaker's Pay
- Business and Love
- Outwitting Dad
- The Tale of a Chicken
- He Never Found Out
- With the Burglar's Help
- Building a Fire
- He Said He Could Act
- He Won a Ranch
- Her Horrid Honeymoon
- The Particular Cowboys
- For Two Pins
- A Tango Tragedy
- Summer Love
- He Wore a Wig
- He Changed His Mind
- A Bargain Automobile
- Getting Solid with Pa
- Who's Boss?
- His Sudden Recovery
- It's a Shame
- Kate Waters of the Secret Service
- The Cook Next Door
- He Wanted Work
- They Bought a Boat
- Rastus Knew It Wasn't
- She Married for Love
- Butt-ing In
- She Was the Other
- The Servant Girl's Legacy
- For a Widow's Love
- Brown's Cook

#### 1915
- When Mother Visited Nellie
- Si and Su, Acrobats
- It Happened on Wash Day
- He Couldn't Explain
- Clothes Count
- Percival's Awakening
- The Twin Sister
- The Busy Bell Boy
- Who Stole the Doggies?
- The Substitute
- A Lucky Strike
- The Club Man
- Matilda's Legacy
- Out for a Stroll
- The New Butler
- He's a Bear
- A Safe Investment
- Just Like Kids
- Her Choice
- A Day on the Force
- The Cannibal King
- The New Valet
- Wifie's Ma Comes Back
- When Wifie Sleeps
- Susie's Suitors
- Billie's Heiress
- Billie's Debut
- Her Romeo
- The Life Guard
- Billie Joins the Navy
- An Artful Artist
- Queenie of the Nile
- The Golden Oyster
- Captain Kidd and Ditto
- The Cello Champion
- Think of the Money
- The Price of Pies
- Playing Horse
- His Body Guard
- The Cellar Spy
- His Wife's New Lid

#### 1916
- His Wife's New Lid
- A Ready-Made Maid
- The Serenade
- Nerve and Gasoline
- Spaghetti, codirigida con Will Louis
- Aunt Bill
- The Heroes
- Human Hounds
- Dreamy Knights
- Life Savers
- Their Honeymoon, codirigida con Will Louis
- Un'allegra corsa nei cieli
- Stranded, codirigida con Will Louis
- Love and Duty
- Royal Blood
- The Candy Trail
- The Precious Parcel, codirigida con Will Louis
- Twin Flats
- A Warm Reception
- Pipe Dreams
- Mother's Child
- Prize Winners

#### 1917
- Hard Luck
- The General
- A Depot Romeo
- Make Your Eyes Behave
- Lunch

#### 1918
- The Geaser of Berlin

#### Década de 1920
- This Way Out (1920)
- Alice in Dreamland
- My Baby (1926)
- The Flirting Fool
- A Gentleman Preferred

### Productor
- Casey's Birthday (1914)
- They Looked Alike, de Frank Griffin (1915)

### Actor
- Percy the Cowboy (1910)
- Mike the Housemaid (1910)
- Right in Front of Father (1910)
- An American Count (1910)
- Will Willie Win?, de Arthur Hotaling (1913)
- Hattie's New Hat, de Arthur Hotaling (1913)
- A Masked Mix-Up, de Arthur Hotaling (1913)
- Kit Carson Over the Great Divide, de Frank S. Mattison (1925)
- King of the Herd, de Frank S. Mattison (1927)
- Better Days, de Frank S. Mattison (1927)
- Old Age Handicap, de Frank S. Mattison (1928)
- The Little Wild Girl, de Frank S. Mattison (1928)

### Guionista
- An American Count (1910)
- Wifey's Ma Comes Back, de Arthur Hotaling (1912)
- The Fake Soldiers
- The Card of Mystery, regia di Arthur Hotaling (1914)
- Antidotes for Suicide
- The Rise of Officer Casey
- For Two Pins
- When the Ham Turned
- Butt-ing In
- When Mother Visited Nellie
- Si and Su, Acrobats
- It Happened on Wash Day
- Percival's Awakening
- The Substitute, de Arthur Hotaling (1915)
- A Lucky Strike
- Matilda's Legacy
- Out for a Stroll
- He's a Bear
- The New Valet
- Wifie's Ma Comes Back
- When Wifie Sleeps
- The Haunted Hat, de Will Louis (1915)
- Hard Luck, de Arthur Hotaling (1917)
- Girls Who Dare
- China Slaver
- Broken Hearted, de Frank S. Mattison (1929)